# Onomastico

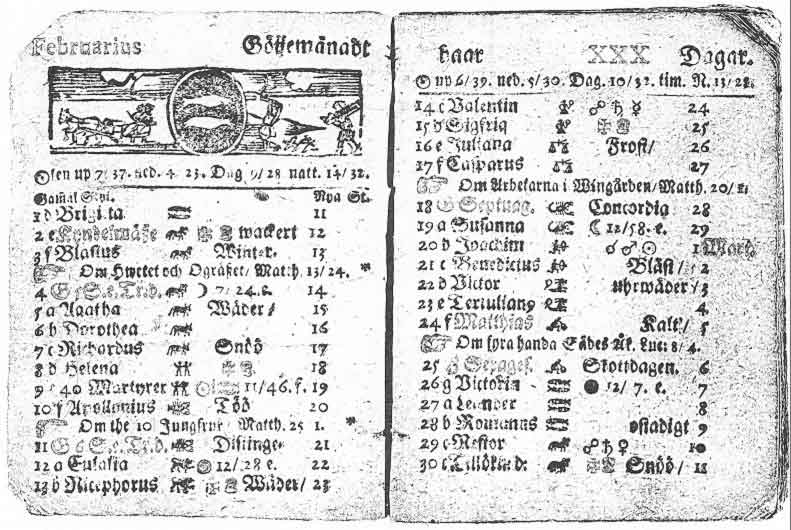
Gli onomastici di febbraio in un almanacco svedese del 1712

L'onomastico è la ricorrenza cattolica in cui si festeggiano tutte le persone il cui nome coincide con quello del santo o del beato del giorno nel Calendario liturgico. Non tutti i prenomi hanno un corrispondente santo o beato; un nome privo della ricorrenza viene detto adèspoto (o più raramente adèspota).

## Storia
La celebrazione degli onomastici, tradizione dei Paesi cattolici e ortodossi fin dal Medioevo, continuò fino a un certo punto anche in quei Paesi, come l'Inghilterra e i Paesi scandinavi, dove la religione di Stato era quella protestante. Ci sono molte liste di onomastici per il finlandese, lo svedese, il sami e per gli altri Paesi che celebrano gli onomastici, anche se alcuni nomi sono celebrati lo stesso giorno in molti Paesi. Nel XVIII secolo, la Finlandia e la Svezia modificarono l'elenco degli onomastici.

## Onomastici in alcuni Paesi

### Bulgaria
Gli onomastici in Bulgaria sono associati con celebrazioni orientali bulgaro-ortodosse. Alcuni nomi possono essere celebrati in più giorni.

### Canada
San Giuseppe, il santo del 19 marzo, è il santo patrono del Canada. Come nella maggior parte dei Paesi europei, chiunque si chiami Giuseppe può festeggiare il proprio onomastico in quel giorno. Come onomastici ci si basa sulla festa del Santo, con il quale la persona è chiamata, indipendentemente dal fatto che il nome sia in inglese o in francese. Ad esempio, sia George sia Georges festeggiano il proprio onomastico il 23 aprile.

### Slovacchia
In Slovacchia gli onomastici (in slovacco meniny) sono ampiamente festeggiati, soprattutto nei luoghi di lavoro, probabilmente perché è più facile conoscere il nome dei colleghi, piuttosto che la loro data di nascita. Gli onomastici sono riportati sui calendari e sui quotidiani. Nelle scuole elementari il festeggiato distribuisce tradizionalmente caramelle o dolcetti ai suoi compagni di classe. Nelle famiglie l'onomastico si festeggia come il compleanno con torte, piccoli regali e brindisi. In occasione degli onomastici più popolari spesso i fiori vanno a ruba. Fino a tempi recenti i genitori dovevano obbligatoriamente imporre ai figli un nome contenuto nel calendario slovacco degli onomastici e ancor oggi è prassi comune scegliere un nome dal calendario. Il calendario slovacco degli onomastici è un calendario proprio, che deriva dal calendario liturgico cattolico, ma ne differisce ampiamente, soprattutto per accogliere molti nomi slavi adespoti.

## Nomi adespoti
Il nome adèspoto (o adèspota: dal greco antico despòtēs, signore, con l'alfa privativo, ovvero "senza signore", "senza capo") non ha un corrispettivo nel calendario dei santi. Convenzionalmente si assume che il 1º novembre, la festa cristiana di Tutti i Santi, sia l'onomastico di tutti coloro che non condividano il nome di un santo; ciò nasce dall'assunzione che i santi ufficialmente riconosciuti dalla Chiesa cattolica siano solo una piccola parte di quelli esistenti.